# Yukie Ōzeki
Yukie Ōzeki (jap. 大関 行江, Ōzeki Yukie) ist eine japanische Tischtennisspielerin. Sie gewann in den 1970er Jahren bei Weltmeisterschaften fünf Bronze- und eine Goldmedaille.

## Werdegang
Yukie Ōzeki benutzte den Schläger im Penholder-Stil. Bei den Nationalen Japanischen Meisterschaften gewann sie zehn Titel, nämlich 1967, 1970, 1971, 1973 und 1975 im Einzel, im Doppel 1971 mit Miho Hamada sowie im Mixed 1967 mit Satoru Kawahara, 1970 mit Nobuhiko Hasegawa und 1974 und 1975 mit Shigeo Itō.
1968 wurde sie Asienmeister im Einzel und im Doppel mit Mieko Fukuno. Einen weiteren Titel holte sie 1974 mit der japanischen Mannschaft. Sechsmal erreichte sie das Endspiel: 1972 und 1974 im Einzel, im Doppel 1967 (mit Nagata) und 1974 (mit Sachiko Yokota) sowie 1968 und 1972 im Teamwettbewerb. 
Yukie Ōzeki nahm an den Weltmeisterschaften 1971, 1973 und 1975 teil. Für die WM 1969 wurde sie wegen undiszipliniertem Verhalten nicht nominiert. 1971 wurde sie mit der japanischen Damenmannschaft Weltmeister vor China. Zudem wurde sie im Doppel mit Setsuko Kobori Dritter. Weitere Bronzemedaillen gewann sie 1973 und 1975 mit dem Team sowie 1975 im Doppel mit Sachiko Yokota und im Mixed mit Shigeo Itō. 1974 trat sie bei den Offenen amerikanischen Meisterschaften an und siegte hier im Einzel.
In der ITTF-Weltrangliste belegte sie im Dezember 1968 Platz zwei.

## Turnierergebnisse
| Verband | Veranstaltung           | Jahr | Ort      | Land | Einzel        | Doppel        | Mixed         | Team |
| ------- | ----------------------- | ---- | -------- | ---- | ------------- | ------------- | ------------- | ---- |
| JPN     | Asienmeisterschaft ATTU | 1974 | Yokohama | JPN  | Silber        | Silber        | Viertelfinale | 1    |
| JPN     | Asienmeisterschaft ATTU | 1972 | Peking   | CHN  | Silber        | Viertelfinale | Halbfinale    | 2    |
| JPN     | Asienmeisterschaft TTFA | 1970 | Nagoya   | JPN  | letzte 16     |               | Viertelfinale |      |
| JPN     | Asienmeisterschaft TTFA | 1968 | Jakarta  | INA  | Gold          | Gold          |               | 2    |
| JPN     | Asienmeisterschaft TTFA | 1967 | Singapur | SIN  |               | Silber        |               |      |
| JPN     | Asienspiele             | 1974 | Teheran  | IRI  | Viertelfinale | Silber        |               |      |
| JPN     | Weltmeisterschaft       | 1975 | Calcutta | IND  | letzte 16     | Halbfinale    | Halbfinale    | 3    |
| JPN     | Weltmeisterschaft       | 1973 | Sarajevo | YUG  | Viertelfinale | letzte 32     | Viertelfinale | 3    |
| JPN     | Weltmeisterschaft       | 1971 | Nagoya   | JPN  | Viertelfinale | Halbfinale    | letzte 32     | 1    |